# Cantón de Wassigny
El cantón de Wassigny era una división administrativa francesa, que estaba situada en el departamento de Aisne y la región de Picardía.

## Composición
El cantón estaba formado por quince comunas:
- Étreux
- Grand-Verly
- Grougis
- Hannapes
- Mennevret
- Molain
- Oisy
- Petit-Verly
- Ribeauville
- Saint-Martin-Rivière
- Tupigny
- La Vallée-Mulâtre
- Vaux-Andigny
- Vénérolles
- Wassigny

## Supresión del cantón de Wassigny
En aplicación del Decreto n.º 2014-202, de 21 de febrero de 2014, el cantón de Wassigny fue suprimido el 22 de marzo de 2015 y sus 15 comunas pasaron a formar parte del nuevo cantón de Guisa.